# Astrofysik
Astrofysik är den gren av astronomin som använder sig av fysikaliska metoder och begrepp för att studera och beskriva fenomen i världsrymden, universum, kosmos: stjärnor, galaxer och medier där emellan – i teori och genom praktisk observation. 
Visuella eller optiska observationer är annars det som brukar förknippas med klassisk astronomi, som vuxit ut och där metoderna med tiden blivit allt mer avancerade både vad gäller instrument som de yttringar som går att undersöka.

## Översikt
Några centrala frågor inom astrofysiken är bland andra:
- Hur fungerar universum?
- Hur kom galaxer och stjärnor till?
- Är vi ensamma?

I praktiken involverar modern astronomisk forskning en ansenlig mängd fysik. Det kan handla om fysikaliska egenskaper som luminositet, täthet, temperatur och kemisk sammansättning hos de astronomiska objekten och samverkan dem emellan. 
Eftersom det är ett mycket brett ämne, så behöver astrofysiker behärska många av fysikens discipliner, till exempel mekanik, elektromagnetism, statistisk mekanik, termodynamik, kvantmekanik, relativitetsteori, kärn- och partikelfysik, plasmafysik, gasdynamik och atom- och molekylfysik. Och därtill inte minst vara väl bevandrad i fysikens matematiska metoder. Om namnet på en universitetsinstitution är "astrophysics" eller "astronomy" hänger det mer ihop med dess förhistoria än med forskningsområdena. Sålunda heter Stockholms universitets astronomiinstitution fortfarande Stockholms Observatorium.
Kosmologi är en del av den teoretiska astrofysiken i stor skala, medan astropartikelfysik går ned på subatomär nivå. Kosmologin forskar i universum som en stor helhet och tillämpar oftast det som astrofysiken forskar i. Ett område däremellan som blivit allt hetare är högenergiastrofysik.